# Logan (Ohio)
Logan es una ciudad ubicada en el condado de Hocking en el estado estadounidense de Ohio. En el Censo de 2010 tenía una población de 7152 habitantes y una densidad poblacional de 560,12 personas por km².

## Geografía
Logan se encuentra ubicada en las coordenadas 39°32′18″N 82°24′23″O / 39.53833, -82.40639. Según la Oficina del Censo de los Estados Unidos, Logan tiene una superficie total de 12.77 km², de la cual 12.41 km² corresponden a tierra firme y (2.82%) 0.36 km² es agua.

## Demografía
Según el censo de 2010, había 7152 personas residiendo en Logan. La densidad de población era de 560,12 hab./km². De los 7152 habitantes, Logan estaba compuesto por el 97.48% blancos, el 0.78% eran afroamericanos, el 0.35% eran amerindios, el 0.21% eran asiáticos, el 0% eran isleños del Pacífico, el 0.29% eran de otras razas y el 0.88% pertenecían a dos o más razas. Del total de la población el 0.77% eran hispanos o latinos de cualquier raza.